# Drypetes reticulata
Drypetes reticulata là một loài thực vật có hoa trong họ Putranjivaceae. Loài này được Pax mô tả khoa học đầu tiên năm 1909.